# Azimutscan
Der Begriff Azimutscan bezeichnet in der Meteorologie im Allgemeinen eine spezielle Messung des Niederschlags.
Dabei wird mit einer rotierenden Radarantenne eine 360°-Messung in der Horizontalen durchgeführt. Je nach Reichweite wird so ein bestimmter Radius um die Messstation herum erfasst und kann mittels Software ausgewertet und dargestellt werden.